# Philippe Thys
Philippe Thys (Anderlecht, 8 de outubro de 1890 – Bruxelas, 16 de janeiro de 1971) foi um ciclista profissional da Bélgica.

## Participações no Tour de France
- Tour de France 1912: 6º colocado na classificação geral
- Tour de France 1913: vencedor da competição
- Tour de France 1914: vencedor da competição
- Tour de France 1919: abandonou
- Tour de France 1920: vencedor da competição
- Tour de France 1921: abandonou
- Tour de France 1922: 14º colocado na classificação geral
- Tour de France 1923: abandonou
- Tour de France 1924: 11º colocado na classificação geral
- Tour de France 1925: abandonou